# JKAMP
JKAMP‏ (JNK1/MAPK8 associated membrane protein) هوَ بروتين يُشَفر بواسطة جين JKAMP في الإنسان.